# Катастрофа A310 под Бухарестом
Катастрофа A310 под Бухарестом — крупная авиационная катастрофа, произошедшая  утром в пятницу 31 марта 1995 года. Авиалайнер Airbus A310-324 авиакомпании TAROM выполнял плановый рейс ROT 371 по маршруту Бухарест—Брюссель, но через 4 минуты после взлёта рухнул на землю в 3 километрах от аэропорта Бухареста. Погибли все находившиеся на его борту 60 человек — 49 пассажиров и 11 членов экипажа.
Катастрофа рейса 371 стала крупнейшей авиакатастрофой в истории Румынии и крупнейшей в истории авиакомпании TAROM.

## Самолёт
Airbus A310-324 (регистрационный номер YR-LCC, серийный 450) был выпущен в 1987 году (первый полёт совершил 12 июня под тестовым б/н F-WWCH). 14 августа того же года был передан авиакомпании Pan American, где получил бортовой номер N814PA и имя Clipper Liberty Bell; от неё с 1 ноября 1991 года по 10 апреля 1994 года сдавался в лизинг авиакомпании Delta Air Lines. 10 апреля 1994 года был куплен авиакомпанией TAROM, где получил б/н YR-LCC и имя Muntenia, сертификат лётной годности был выдан 13 апреля 1994 года. Оснащён двумя турбовентиляторными двигателями Pratt & Whitney PW4152. На день катастрофы 7-летний авиалайнер совершил 6216 циклов «взлёт-посадка» и налетал 31 092 часа.

## Экипаж и пассажиры
Самолётом управлял опытный экипаж, состав которого был таким:
- Командир воздушного судна (КВС) — 48-летний Ливиу Бэтэною (рум. Liviu Bătănoiu). Очень опытный пилот, в 1969 году окончил Военное авиационное училище имени Аурела Влайку (рум. Școala Militară de Aviație Aurel Vlaicu). Управлял самолётами IAR-818, Ли-2, Ил-14, BAC 1-11 и Boeing 707. Налетал 14 312 часов, 1735 из них на Airbus A310.
- Второй пилот — 51-летний Ионел Стои (рум. Ionel Stoi). Опытный пилот, окончил то же авиационное училище в 1968 году. Управлял самолётами Ил-18 и Ил-62. Налетал 8988 часов, 650 из них на Airbus A310.

В салоне самолёта работали 9 бортпроводников.
| Гражданство | Пассажиры | Экипаж | Всего |
| ----------- | --------- | ------ | ----- |
| Бельгия     | 32        | 0      | 32    |
| Франция     | 1         | 0      | 1     |
| Румыния     | 9         | 11     | 20    |
| США         | 3         | 0      | 3     |
| Испания     | 2         | 0      | 2     |
| Таиланд     | 1         | 0      | 1     |
| Нидерланды  | 1         | 0      | 1     |
| Всего       | 49        | 11     | 60    |

Всего на борту самолёта находились 60 человек — 11 членов экипажа и 49 пассажиров.

## Хронология событий
Рейс ROT 371 вылетел из аэропорта Бухарест-Отопени с взлётной полосы №08R в 09:04 EEST. 
В 09:07:36, во время занятия эшелона FL260 (7900 метров), на высоте 600 метров и скорости 348 км/ч возникла асимметрия тяги двигателя №1 (левого). В 09:07:53 второй пилот попросил командира убрать механизацию крыла; КВС убрал закрылки, но при этом не убрал предкрылки. После этого командир неожиданно сказал второму пилоту, что ему плохо, и вскоре потерял сознание. Второй пилот пытался привести КВС в чувство и отвлёкся от управления лайнером. В итоге скорость самолёта начала снижаться и он накренился влево на 18°.
В 09:08:15, когда рейс 371 находился на высоте 1408 метров, асимметрия тяги двигателя №1 достигла почти максимального значения, крен влево достиг 43°, бортовой самописец зафиксировал попытку включения автопилота. Второй пилот заметил продолжающуюся потерю тяги двигателя №2 (правого) и отключил автопилот, после чего лайнер внезапно начал быстро терять высоту; крен влево и скорость продолжали расти, угол тангажа на пикирование достиг 61°. Но второй пилот был дезориентирован из-за потери КВС сознания и сложных погодных условий и не видел, что самолёт опрокинулся и отвесно пикирует вниз (он понял это, когда до земли оставалось около 600 метров).
В 09:08:34 EEST на скорости 600 км/ч рейс ROT 371 рухнул на землю в 3 километрах от аэропорта Бухареста и недалеко от деревни Балотешти. При ударе о землю лайнер полностью разрушился, а на месте его падения образовался кратер глубиной 6 метров. Никто из находившихся на его борту 60 человек не выжил.

## Расследование
Расследование причин катастрофы рейса ROT 371 проводила румынская Административная следственная комиссия (англ. Administrative Investigation Comission, AIC).
Окончательный отчёт расследования был опубликован 21 сентября 2000 года.
Согласно отчёту, причиной катастрофы стали механическая неисправность автоматической дроссельной системы (ATS) с последующими ошибками экипажа — дроссель двигателя №1 заклинило во время набора высоты и пилоты не смогли должным образом отреагировать на сбой. Сопутствующими факторами стали потеря сознания командиром экипажа и дезориентация второго пилота.

## Последствия
До катастрофы рейса 371 документ «Flight Crew Operating Manual (FCOM)», выпущенный компанией «Airbus», не включал процедуры для устранения подобных неисправностей у двигателей «Pratt & Whitney». После катастрофы эти процедуры были включены в руководство FCOM.

## Культурные аспекты
Катастрофа рейса 371 показана в 19 сезоне канадского документального телесериала Расследования авиакатастроф в серии Фатальный взлёт.